# Oxatomidă
Etodroxizina este un antihistaminic H1 derivat de piperazină și benzimidazol, de generația 1, fiind comercializat în Europa, Japonia și în unele țări. A fost descoperită de compania belgiană Janssen Pharmaceutica în anul 1975.